# Emma Fitzpatrick

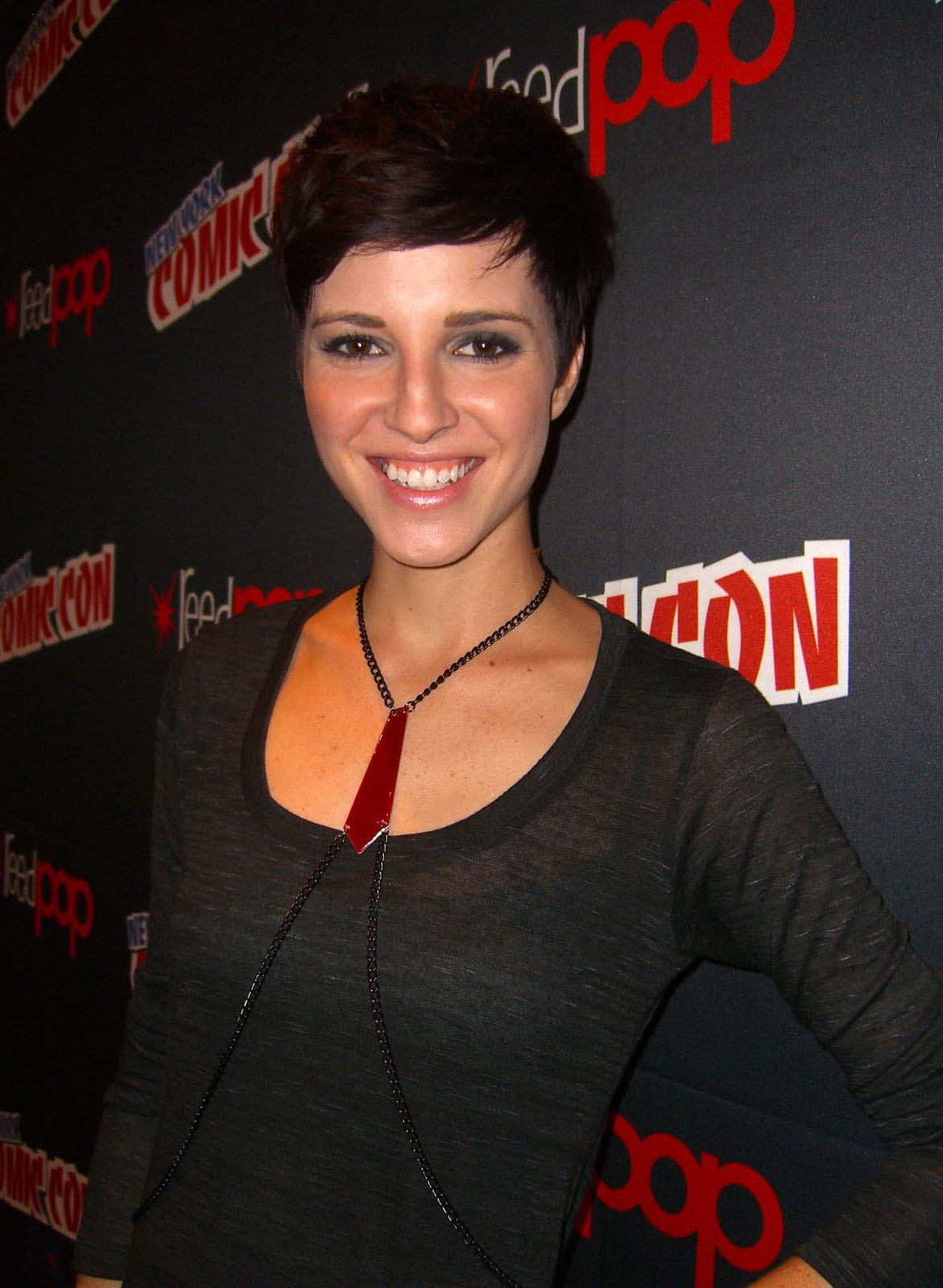
Emma Fitzpatrick, 2012 (Foto: Luigi Novi)

Emma Fitzpatrick (* 20. März 1985 in Marion, Ohio) ist eine US-amerikanische Schauspielerin und Sängerin.

## Leben
Emma Fitzpatrick studierte Film, Tanz, Gesang und Musik an der Belmont University und schloss mit einem Bachelor of Music ab. Anschließend arbeitete sie auf einem Kreuzfahrtschiff und einige Zeit bei Tokyo Disney, wo sie neben Musiktheater auch Musicals spielte. Nach einiger Zeit zog sie nach Los Angeles, wo sie bei Lesly Kahn Schauspiel studierte und sich beruflich als Sängerin, Model und Schauspielerin probierte. Erst 2010 konnte sie mit vereinzelten Auftritten in Fernsehserien wie CSI: NY und Undercovers sowie kleineren Filmrollen in The Social Network und In Time – Deine Zeit läuft ab langsam Fuß fassen. Mit der Darstellung der Elena Peters in dem Horrorfilm The Collection debütierte Fitzpatrick 2012 in einer Hauptrolle.
International bekannt wurde Fitzpatrick, als Ende Januar 2013 mit For Your Consideration ein Musikvideo von ihr im Internet erschien. Sie parodierte Anne Hathaways Darstellung von dem Lied I Dreamed a Dream aus dem Film Les Misérables, wobei sie Hathaways Darstellung besang. Nationalen wie internationale Medien, darunter Daily News, The Hollywood Reporter und Spiegel Online berichteten darüber.
2014 spielte sie in einem Musikvideo des US-amerikanischen Countrymusikers Dierks Bentley eine Nebenrolle.

## Filmografie (Auswahl)
- 2010: CSI: NY (Fernsehserie, eine Folge)
- 2010: The Social Network
- 2010: Undercovers (Fernsehserie, eine Folge)
- 2011: In Time – Deine Zeit läuft ab (In Time)
- 2012: The Collection – The Collector 2 (The Collection)
- 2014: Before We Go
- 2017: Schlafwandler (Sleepwalker)